# Charlie Ward (golfer)
Charlie H. Ward (Birmingham, 16 september 1911 – augustus 2001) was een Engelse golfer. Hij won de Britse Order of Merit in 1948 en 1949.

## Loopbaan
In 1933 was Ward op de Moseley Club in Birmingham op de maandag na het Brits Open om een match te spelen met Bert Gadd tegen de beroemde Amerikanen Walter Hagen en Denny Shute, die net het Open gewonnen had. Walter Hagen speelde vaak demonstratiewedstrijden (ongeveer 1500 in 11 jaar). Er waren 300 toeschouwers. Voor de wedstrijd werd een lunch gegeven waarbij de Amerikaanse spelers aan de hoofdtafel zaten en hun Britse tegenstanders aan een andere tafel geplaatst werden. Walter was het hier niet mee eens en liet zijn bord aan de tafel van de Britten zetten.
Wards carrière werd vertraagd door het uitbreken van de Tweede Wereldoorlog. Hij diende bij de RAF.
Hij won het allereerste toernooi na de bevrijding, het Daily Mail Victory Tournament op St Andrews Links. Hij was toen nog niet gedemobiliseerd en kwam te laat terug op de RAF-barakken.
Daarna speelde hij onder meer negentien keer in het Brits Open en eindigde in de periode 1946-1951 vijf keer in de top 6. In 1965 speelde hij dit toernooi voor de laatste keer.
In 1950 won hij het Daily Mail Tournament op Walton Heath, nadat hij in de play-off Bobby Locke en Ossie Pickworth had verslagen.
Hij werd drie keer opgenomen in het Britse team van de Ryder Cup. In 1947 verloor hij de foursome en de singles van E. Oliver, in 1949 verloor hij de foursome van Jimmy Demaret en C. Heafner en de single van Sam Snead en in 1951 won hij de foursome van E. Oliver en H. Ransom en verloor hij de singles van Ben Hogan.

## Gewonnen
- 1945: Daily Mail Victory Tournament
- 1948: Silver King Tournament (tie met Jimmy Adams), Yorkshire Evening News Tournament
- 1949: Spalding Tournament, North British Tournament, Dunlop Masters
- 1950: Daily Mail Tournament (Walton Heath)
- 1951: Dunlop Tournament, Lotus Tournament
- 1956: PGA Close Championship
- 1965: PGA Seniors Championship op Maesdu.

### Ryder Cup
- Ryder Cup: 1947, 1949, 1951.